# Ottelina Cornelia Sickinghe

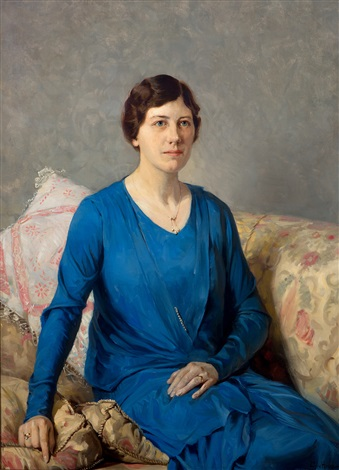
jkvr. Ottelina Cornelia Sickinghe geschilderd door Gerard van Hove (1877-1936)

jkvr. Ottelina Cornelia Cort van der Linden-Sickinghe (Arnhem, 13 augustus 1895 - Wassenaar, 28 november 1975) was een Nederlandse maatschappelijk actieve burgemeestersvrouw.

## Levensloop
Jkvr. Ottelina, telg uit het Groninger oud adellijk geslacht Sickinghe, werd in 1895 geboren als dochter van jhr. Agathon Gerard Sickinghe (1868-1954) en Elisabeth Jacoba Lucia Margaretha Geisweit van der Netten (1870-1947).
Haar vader was luitenant-generaal titulair, eerste kamerheer, adjudant en waarnemend Hofmaarschalk van Hr. Ms. de Koningin Wilhelmina der Nederlanden.
Op 18 april 1918 huwde Ottelina met mr. Pieter Willem Jacob Henri Cort van der Linden (1893-1969).
Haar man was advocaat te 's-Gravenhage en hier kregen zij twee kinderen. 
In 1934 werd haar man Pieter Cort van der Linden geïnstalleerd als burgemeester van Groningen en bleef in die functie tot 1942. Tijdens de bezetting werd Cort Van der Linden op 2 september 1942 ontslagen door Rijkscommissaris Arthur Seyss-Inquart. Ottelina en haar man doken onder op een boerderij in Maarn. In april 1945 werd Cort van der Linden herbenoemd tot burgemeester en bleef dat tot 1951.
In 1951 werd haar man lid van de Raad van State en zo verhuisde zij weer naar 's-Gravenhage. 
Op 28 november 1975 kwam zij op tachtigjarige leeftijd te overlijden in Wassenaar.  

## Functies
In haar rol als burgemeestersvrouw vervulde zij gedurende haar leven verschillende functies waaronder:
- ere-presidente afdelingen Groningen van de Vereniging Tesselschade
- ere-presidente Comité ‘Blijde gebeurtenis in het Prinselijk Gezin’
- ere-presidente van de Groninger Vrijwillige Vrouwen Hulp
- ere-presidente Nederlandse Bond voor Ziekenverpleging afdeling Groningen
- ere-voorzitster Commissie voor Vrouwelijke Hulpverlening voor de stad Groningen
- beschermvrouwe van de Brunhilde-dames
- bestuurslid van de Industrie-school voor Meisjes
- lid commissie financiën van het Algemeen Comité voor de stad Groningen ter voorbereiding van de huldiging van het a.s. huwelijk van H.K.H. Prinses Juliana en Prins Bernhard van Lippe-Biesterfeld